# Андре Земіш
Андре Земіш  (нім. André Sehmisch, 27 вересня 1964) — німецький біатлоніст, олімпієць.
Земеш виграв загальний залік кубка світу з біатлону сезону 1985-1986 років. 

## Виступи на Олімпіадах
| Олімпіада    | Дисципліна                | Місце |
| ------------ | ------------------------- | ----- |
| Калгарі 1988 | спринт 10 км              | 5     |
| Калгарі 1988 | індивідуальна гонка 20 км | 7     |
| Калгарі 1988 | естафета 4 х 7,5 км       | 5     |